# أحمد النائب
الأستاذ أحمدالنائب: هو أحمد حسين النائب الأنصاري، تنحدر أسرته من أصول أندلسية جاءت إلى طرابلس الغرب في ليبيا حاليا في أواخر القرن الخامس عشر وأقامت بطرابلس. عاش في الفترة بين 1846-1914 (1264هجري )وهو من المثقفين البارزين قام بتأليف عدة كتب أشهرها كتابيه «المنهل العذب في تاريخ طرابلس الغرب» و«نفحات النسرين فيمن كان بطرابلس من الأعيان»، تولى منصب عميد بلدية طرابلس، قامت السلطات العثمانية بنفيه إلى إسطنبول، في عهد الوالي احمد راسم باشا سنة 1883 م وهناك عين عضواً في مجلس بلديتها، أثناء فترة السلطان عبد الحميد توفي بالمنفي سنة 1918م.